# Lijst van voetbalinterlands Albanië - Estland (vrouwen)
Deze lijst van voetbalinterlands is een overzicht van alle officiële voetbalwedstrijden tussen de nationale vrouwenteams van Albanië en Estland. De landen hebben tot nu toe twee keer tegen elkaar gespeeld.

## Wedstrijden
| № | Plaats  | Datum        | Competitie           | Wedstrijd         | Uitslag |
| - | ------- | ------------ | -------------------- | ----------------- | ------- |
| 1 | Tirana  | 9 april 2024 | EK 2025 kwalificatie | Albanië − Estland | 2 − 0   |
| 2 | Tallinn | 31 mei 2024  | EK 2025 kwalificatie | Estland − Albanië | 1 − 2   |

## Samenvatting
| Competitie      | Totaal gespeeld | Winst Albanië | Gelijk | Winst Estland | Doelsaldo Albanië – Estland |
| --------------- | --------------- | ------------- | ------ | ------------- | --------------------------- |
| EK-kwalificatie | 2               | 2             | 0      | 0             | 4 − 1                       |
| Totaal          | 2               | 2             | 0      | 0             | 4 − 1                       |